# 北東ドイツ・フィルハーモニー管弦楽団
北東ドイツ・フィルハーモニー管弦楽団（英語：Northeastern German Philharmonic Orchestra）は、ドイツのメクレンブルク＝フォアポンメルン州（シュトラールズント、グライフスヴァルト、プットブス）に本拠を置くフォアポンメルン劇場のオーケストラが来日公演などを行った際に使用した名称である。

楽団の正式名称は、 フォアポンメルン・フィルハーモニー管弦楽団 (英語: Philharmonisches Orchester Vorpommern)。

## 概要
1994年にグライフスヴァルト劇場とシュトラールズント劇場のオーケストラの合併により結成された。オペラ、バレエ、ミュージカルの他、コンサート活動も行う。

2009年よりカール・プロコペッツ、2012年からゴロ・ベルク、2017年からフロリアン・チズマディアが音楽総合監督を務める。
日本では、フジコ・ヘミングとの共演が知られており、2006年以降たびたび来日公演を行っている。